# Sergey Pushnyakov
Syarhey Pushnyakov (tiếng Belarus: Сяргей Пушнякоў; tiếng Nga: Серге́й Пушняков; sinh 8 tháng 2 năm 1993) là một cầu thủ bóng đá Belarus thi đấu cho Gorodeya.

## Danh hiệu
Minsk
- Vô địch Cúp bóng đá Belarus: 2012–13

Spartaks Jūrmala
- Vô địch Latvian Higher League: 2016, 2017